# 구로카와 요시마사
구로카와 요시마사(일본어: 黒川 芳正: 1948년 1월 26일 - )는 일본의 신좌파 테러리스트, 영화감독이다.
야마구치현립 우베고등학교를 졸업한 이후, 동경도립대학 문학부 철학과에 진학했다. 그 뒤 중핵파 활동가가 되어 사토 수상 방미 저지투쟁, 사세보 엔터프라이즈 기항 저지투쟁에 참여했다. 이후 중핵파에서 이탈했으나, 야스다 강당 사건을 보고 무장투쟁을 계속할 것을 결의했다.
산야나 카마가사키 같은 요세바 슬럼가에서 일용직노동을 하면서 폭력수배사추방 카마가사키공투회의, 산야저변위원회(山谷底辺委員会) 등에 관여했다.
사사키 노리오를 통해 다이도우지 마사시를 만나 동아시아반일무장전선에 참가했다. 산야저변위원회 멤버였던 우가진 히사이치・기리시마 사토시를 오르그해서 “전갈”그룹을 결성하고 연속기업폭파사건을 일으켰다가 1975년 체포되었다. 체포될 당시 소지하고 있던 열쇠가 같은 날 체포된 다른 멤버들과 일치하지 않아서, 체포를 면한 우가진과 기리시마의 존재까지 경찰에 포착되었다.
1979년 11월 동경지방재판소에서 무기징역 판결을 받았다.  최고재판소에 상고하던 중인 1987년 1월 변호인 해임서를 제출했으나 최고재판소에서 소송을 지연하려는 수작이므로 무효라고 변호인에게 변론 속행을 요구했다. 그러나 변호인이 거부하여 동년 2월 변론 없이 폐정했고, 동년 3월 24일 상고가 기각되어 형이 확정되었다.
1987년, 옥중에서 감독을 맡아 다큐멘터리 영화 『엄마들』을 제작했다. 구로카와 자신의 어머니를 포함하여 옥중 멤버들의 어머니들과의 인터뷰를 구성한 것으로, 컬러 8 mm, 상영시간은 120분이다. 나중에 비디오로도 만들어져 1997년 야마가타국제다큐멘터리영화제에서 상영되었다.
2018년 현재 미야기형무소에 수감되어 있다.